# Keith Knudsen
Keith Knudsen (* 18. Februar 1948 in Le Mars, Iowa; † 8. Februar 2005 in Kentfield, Kalifornien) war ein US-amerikanischer Schlagzeuger.
Keith Knudsen spielte seit 1974 für die vor allem in den 1970er Jahren erfolgreiche Rockband The Doobie Brothers. Nachdem sich die Band 1983 vorübergehend aufgelöst hatte, war er 1985 Mitgründer von Southern Pacific, einer Country-Band, die bis zum Ende der 1980er Jahre einige Hits und insgesamt vier Alben produzierte. Anschließend spielte er wieder für die ab 1993 wiedergegründeten Doobie Brothers, mit denen er bis zuletzt mehr als 100 mal pro Jahr auf der Bühne stand.
Keith Knudsen starb am 8. Februar 2005 an einer Lungenentzündung.